# Захар Беркут (електропоїзд)
«Захар Беркут» — іменний електропоїзд ЕПЛ2Т-030 моторвагонного депо РПЧ-1 Львів.

## Історія присвоєння назви
Іменна назва присвоєна на честь відомого фільму Захар Беркут. І цей електропотяг зупиняється в Тухля (домівка головного героя).
Фахівці служби приміських пасажирських перевезень і РПЧ-1 моторвагонного депо Львів обрали для підготовки електропоїзд ЕПЛ2Т № 030, 2007 року випуску.

## Історія електропотяга
Електропотяг був побудований у 2007 році на Луганському тепловозобудівному заводі.. Від побудови був приписаний в РПЧ-1.
Незабаром став іменним.
Поки не провів капітальний ремонт.
Інколи, якщо було 3 вагони, то видали ВЛ10.